# Szu–38L
A Szu–38L az oroszországi Szuhoj tervezőirodában  kifejlesztett mezőgazdasági repülőgép, mely folyékony és por alakú vegyszer légi szórására alkalmas. A gép 2001-ben repült először. Mindössze egy prototípusát építették meg, a sorozatgyártása késik.

## Története
A gépet az Oroszországban mezőgazdasági feladatokra használt, a 2000-es évekre már kiöregedett An–2-es pótlására fejlesztették ki a Szuhoj tervezőirodánál Borisz Rakityin főkonstruktőr irányításával. Ez a gép volt az első olyan oroszországi repülőgép, amit kifejezetten mezőgazdasági célra terveztek. A Szovjetunióban korábban elsősorban többcélú repülőgépek mezőgazdasági célra átalakított változatait használták légi vegyszerszórásra. Az An–2 azonban csak nagy területek művelése esetén gazdaságos, további hátránya, hogy a pilótafülkéje nem hermetizált.
A géppel 2001 júliusában emelkedett először a levegőbe a tervezőiroda berepülőpilótája, Jevgenyij Frolov.
Az oroszországi mezőgazdaságot sújtó pénzhiány miatt az 1980-as évek szintjéről 1990-es, 2000-es évekre tizedére esett vissza a légi vegyszerszórással művelt terület nagysága. Ezért a fizetőképes kereslet hiánya miatt a gép fejlesztése elhúzódott, a sorozatgyártás beindítása is késik.

## Műszaki jellemzői
A Szuhoj-tervezőiroda a gép tervezésénél a klasszikus mezőgazdasági repülőgépek konstrukciós kialakításából indult ki. Az elektromos távvezetékekkel történő ütközés esetén a pilótát a pilótafülke elülső ablakának középső, megerősített oszlopa védi. A konstrukciónál nagy figyelmet szenteltek az alacsony repülésből adódó veszélyekből eredő sérülések elviselésére és a pilóta biztonságára. A vegyszertartályt az orrban lévő motor és a pilótafülke között, a súlypont közelében helyezték el. A gép szabadonhordó szárnyakkal rendelkezik, melyek alsó szárnyelrendezésűek. Futóműve hárompontos, nem behúzható.
A gép orrában kapott helyet a cseh LOM Praha vállalat M337A típusú, 175 kW (235 LE) maximális teljesítményű léghűtéses soros benzinmotorja. A motor előnyös tulajdonsága, hogy 76-os és 92-es oktánszámú motorbenzin 1:2 arányú keverékével üzemel, melyekhez még távoli, vidéki körülmények között is könnyű hozzájutni. A motor háromtollú, változtatható állásszögű fém légcsavart forgat.
A gépbe ideiglenes jelleggel az amerikai Transland cég vegyszerszóró rendszerét építették, ezt azonban később orosz gyártmányúra tervezik cserélni. A gép óránként 80–90 hektár vegyszerezésére képes.

## Műszaki adatok

### Méret- és tömegadatok
- Fesztáv: 11,53 m
- Hossz: 8,1 m
- Magasság: 2,655 m
- Normál felszálló tömeg: 1200 kg

### Motor
- Motorok száma: 1 db
- Típusa: LOM Praha M337A soros benzinmotor
- Maximális teljesítmény: 175 kW (235 LE)

### Repülési jellemzők
- Normál utazósebesség: 150–180 km/h
- Leszálló sebesség: 76 km/h
- Emelkedőképesség: 12 m/s
- Hatótávolság:
  - vegyszerszóró berendezéssel: 900 km/h
  - Vegyszerszóró berendezés nélkül: 1200 km/h